# Народна партія — Рух за демократичну Словаччину
Народна партія — Рух за демократичну Словаччину (словац. Ľudová strana — Hnutie za demokratické Slovensko — ĽS-HZDS; до 2003 року — Рух за демократичну Словаччину) — словацька політична партія.
Партію засновано 5 березня 1991 року. Метою нового громадського руху «За демократичну Словаччину», створеного членами руху «Громадськість проти насильства» — стала підтримка прем'єр-міністра Словацької Соціалістичної Республіки Владимира Мечіара. 3 травня новий рух було зареєстровано, однак вже 6 травня Мечіар був змушений піти з поста прем'єр-міністра. Перший з'їзд партії відбувся 22 червня 1991 року у Банській Бистриці. У 1992 році партія домоглася значного успіху на парламентських виборах, отримавши 37,26 % голосів і провівши 74 депутата до Словацької Національну раду. З 1992 по 1998 роки партія була правлячою (з невеликою перервою в 1994 році), після чого перейшла в опозицію. Лідером партії з моменту її заснування є Владимир Мечіар.
У червні 2003 року на з'їзді в Пухові назву партії було змінено на нинішню.
У 2006 році лівоцентристська партія «Курс — соціальна демократія», що перемогла на парламентських виборах на чолі з Робертом Фіцо сформувала правлячу коаліцію за участю РЗДЗ і націоналістичної Словацької національної партії. Партія мала два міністерських місця — фінансів і сільського господарства. Партія була представлена в Європарламенті одним депутатом з 13 місць, відведених для Словаччини (в 2004—2009 роках партія була представлена 3 депутатами з 14 місць, відведених для Словаччини в той період).
Ідеологія партії неодноразово змінювалась, єдиною константою було керівництво Мечіара та популізм, який відчужував її від інших партій у Словаччині та за кордоном. Щоб подолати свою попередню негативну репутацію партія висловила свою підтримку європейської інтеграції.
Партія була розпущена після повторної поразки на парламентських виборах 2012 року.

## Результати виборів

### Парламент
| \| Рік \| Голосів % \| Місць \| Місце \| В уряді \| \| ---- \| --------- \| -------- \| ----- \| ------- \| \| 1992 \| 37.3 \| 74 / 150 \| 1 \| Так \| \| 1994 \| 35.0 ▼ \| 61 / 150 \| 1 \| Так \| \| 1998 \| 27.0 ▼ \| 43 / 150 \| 1 \| Ні \| \| 2002 \| 19.5 ▼ \| 36 / 150 \| 1 \| НІ \| \| 2006 \| 8.8 ▼ \| 15 / 150 \| 5▼ \| Так \| \| 2010 \| 4.3 ▼ \| 0 / 150 \| 8 ▼ \| Ні \| \| 2012 \| 0.9 ▼ \| 0 / 150 \| 13 ▼ \| Ні \| |           |          |       |         |
| Рік | Голосів % | Місць    | Місце | В уряді |
| 1992 | 37.3      | 74 / 150 | 1     | Так     |
| 1994 | 35.0 ▼    | 61 / 150 | 1     | Так     |
| 1998 | 27.0 ▼    | 43 / 150 | 1     | Ні      |
| 2002 | 19.5 ▼    | 36 / 150 | 1     | НІ      |
| 2006 | 8.8 ▼     | 15 / 150 | 5▼    | Так     |
| 2010 | 4.3 ▼     | 0 / 150  | 8 ▼   | Ні      |
| 2012 | 0.9 ▼     | 0 / 150  | 13 ▼  | Ні      |

### Європейський парламент
| Рік  | Голосів  | Голосів % | Місць  | Місце |
| ---- | -------- | --------- | ------ | ----- |
| 2004 | 119 582  | 17,04     | 3 / 14 | 2     |
| 2009 | 74 241 ▼ | 8,97 ▼    | 1 / 13 | 5 ▼   |